# Anna Lore
Anna Lore (Dubuque, 1993. március 15. –) amerikai színésznő. 
A képernyőn Victoria Frankenstein főszerepével debütált a YouTube-on futó Frankenstein, MD című websorozatban (2014). Később Daniel Bryan pankrátort alakította a Wrestling Isn't Wrestling (2015) rövidfilmben.
Miután visszatérő szerepet kapott Carrie karaktereként a Spencer című sportdráma-sorozatának 3. évadában (2021) és főszerepet játszott a They/Them – Az átnevelő tábor című slasherfilmben (2022), Lore elismerést kapott a DC Comics Stephanie Brown karakterének főszerepéért a Gotham lovagjai című szuperhősös sorozatában (2023).

## Pályafutása
2020 januárjában Lore főszerepet kapott a Hulu A sötétség titkai horror-antológia tévésorozatának egyik epizódjában. Az epizódot februárban mutatták be. 2022 márciusában a DC Comics szuperhősnő Stephanie Brown főszerepét alakította a The CW által sugárzott Gotham lovagjai című televíziós próbaepizódban. Májusban vették fel a sorozatba, aminek premierje 2023 márciusában volt.
2024 márciusában szerepelt a Végső állomás: Vérvonalak című természetfeletti horrorfilmben.

## Filmográfia

### Film
| Év   | Magyar cím                    | Eredeti cím                           | Szerep            | Magyar hang  |
| ---- | ----------------------------- | ------------------------------------- | ----------------- | ------------ |
| 2015 |                               | Wrestling Isn't Wrestling (rövidfilm) | Daniel Bryan      |              |
| 2015 |                               | Contracted: Phase II                  | Harper            |              |
| 2017 |                               | Born Guilty                           | Summer            |              |
| 2019 |                               | Her Mind in Pieces                    | Rachel            |              |
| 2022 | They/Them – Az átnevelő tábor | They/Them                             | Kim               | Károlyi Lili |
| 2025 | Végső állomás: Vérvonalak     | Final Destination Bloodlines          | Julia Campbell    | László Lili  |
| 2025 | Fekete telefon 2.             | Black Phone 2                         | ismeretlen szerep |              |

### Televízió
| Év        | Magyar cím        | Eredeti cím         | Szerep                         | Megjegyzés                                    |
| --------- | ----------------- | ------------------- | ------------------------------ | --------------------------------------------- |
| 2014      |                   | Frankenstein, MD    | Victoria Frankenstein          | 24 epizód                                     |
| 2016      |                   | Natural 20          | Grizzit / Juan Snow            | 2 epizód                                      |
| 2016      | Simlis spinék     | Faking It           | Cindy                          | 2 epizód                                      |
| 2016      |                   | The Friendless Five | Brie                           | 7 epizód                                      |
| 2016      |                   | What's News?        | parti lány                     | 1 epizód                                      |
| 2017      |                   | Training Day        | Kat Wellsley                   | 1 epizód                                      |
| 2017      |                   | Nasty Habits        | Megan                          | 1 epizód                                      |
| 2017–2018 |                   | Miss 2059           | Daphnii                        | 10 epizód                                     |
| 2018      |                   | F*ck Yes            | Tess                           | 2 epizód                                      |
| 2018      | Katie             | Katie               | Katie                          | - 10 epizód - producer - író                  |
| 2019      | Doom Patrol       | Doom Patrol         | Penny Farthing                 | 2 epizód                                      |
| 2020      | A sötétség titkai | Into the Dark       | Trezzure                       | - 1 epizód - magyar hangja: - Hermann Lilla   |
| 2020–2022 | Spencer           | All American        | Carrie                         | 9 epizód                                      |
| 2023      | Gotham lovagjai   | Gotham Knights      | Stephanie Brown                | - 13 epizód - magyar hangja: - Staub Viktória |
| 2023      |                   | Strange Planet      | különböző karakterek (hangjai) | 1 epizód                                      |
| 2024      |                   | Hysteria!           | Tracy McCarthy                 | 1 epizód                                      |